# Alexandru Vlahuță, Vaslui
Alexandru Vlahută là một xã thuộc hạt Vaslui, România. Dân số thời điểm năm 2002 là 3155 người.